# FAREWELL MORNING LIGHT
『FAREWELL MORNING LIGHT』（フェアウェル モーニング ライト）は、2007年1月17日に日本のJ-POPバンドのSPLAYがポニーキャニオンから発売した1枚目のフルアルバム。

## 解説
バンドの持ち味であるメロディの良さを前面に押し出したミディアムナンバーを多数収録。

## 収録曲
全作詞：向井隆昭
1. Slow rain
作曲：向井隆昭
編曲：SPLAY・片岡大志
2. Drawing days
作曲：向井隆昭
編曲：SPLAY
  - 2ndシングル。
  - テレビアニメ『家庭教師ヒットマンREBORN!』オープニングテーマ。
3. Ring your bell
作曲：向井隆昭・道本卓行
編曲：SPLAY・片岡大志
  - 1stシングル。
  - 音楽番組『音楽戦士 MUSIC FIGHTER』2006年6月度パワープレイ。
4. Caravan
作曲：道本卓行・向井隆昭
編曲：SPLAY・片岡大志
5. World's end flower
作曲：向井隆昭
編曲：SPLAY・片岡大志
6. Stripe
作曲：向井隆昭・道本卓行
編曲：SPLAY・片岡大志
7. Moca
作曲：向井隆昭
編曲：SPLAY・片岡大志
  - 初のデュエット曲。
  - ゲストボーカルはpiana
8. Weather
作曲：向井隆昭
編曲：SPLAY・片岡大志
9. Time machine
作曲：向井隆昭・道本卓行
編曲：SPLAY・片岡大志
  - 1stシングル「Ring your bell」のカップリング曲。
10. Holiday
作曲：道本卓行
編曲：SPLAY・片岡大志
11. True love always
作曲：向井隆昭
編曲：SPLAY・片岡大志
12. People on the floor (People on the air.mix)
作曲：向井隆昭
編曲：Age Yoshida
  - 1stシングル「Ring your bell」のカップリング曲のリミックスバージョン。